# Дуброва (Житковичский район)
Дуброва (бел. Дуброва) — агрогородок в Морохоровском сельсовете Житковичского района Гомельской области Беларуси.

## География

### Расположение
В 22 км на северо-восток от Житковичей, 10 км от железнодорожной станции Старушки (на линии Лунинец — Калинковичи), 155 км от Гомеля

## Гидрография
На востоке и западе мелиоративные каналы.

## Транспортная сеть
На автомобильной дороге Морохорово — Любань. Планировка состоит из прямолинейной улицы, ориентированной с юго-запада на северо-восток и застроенной двухсторонне, неплотно деревянными крестьянскими усадьбами. В 1987 году построена новая улица из 50 кирпичных домов коттеджного типа, в которых разместились переселенцы из мест, загрязнённых радиацией в результате катастрофы на Чернобыльской АЭС.

## История
Согласно письменным источникам известна с XIX века как деревня Мозырском уезде Минской губернии. В 1850 году владение помещика Карпова. В 1896 году работала ветряная мельница. В 1929 году организован колхоз «Новая жизнь», действовали кузница и маслозавод. В 1932 году для деревенской школы построено новое здание. В середине 1930-х годов в деревню переселены жители ближайших хуторов. Во время Великой Отечественной войны в феврале 1943 года немецкие оккупанты полностью сожгли деревню и убили 3 жителей. 19 жителей погибли на фронте. Довоенное название деревни Новожитье. Согласно переписи 1959 года центр колхоза имени В. И. Ленина. Действуют средняя школа (новое кирпичное здание построено в 1993 году), библиотека, Дом культуры, амбулатория, детские ясли-сад.

## Население

### Численность
- 2004 год — 198 хозяйств, 555 жителей.

### Динамика
- 1850 год — 21 двор.
- 1940 год — 75 дворов, 264 жителя.
- 1959 год — 298 жителей (согласно переписи).
- 2004 год — 198 хозяйств, 555 жителей.